# Зальцбург (земля)
Зальцбург (нем. Land Salzburg, Salzburger Land, бав. Såizburg, Såizburga Lãnd) — федеральная земля в центре Австрии, шестая по величине федеральная земля Австрии, расположенная между Тиролем, Каринтией, Штирией, Верхней Австрией и Баварией (Германия). Столица и крупнейший город федеральной земли — Зальцбург, четвёртый по величине город Австрии после Вены, Граца и Линца.

## География

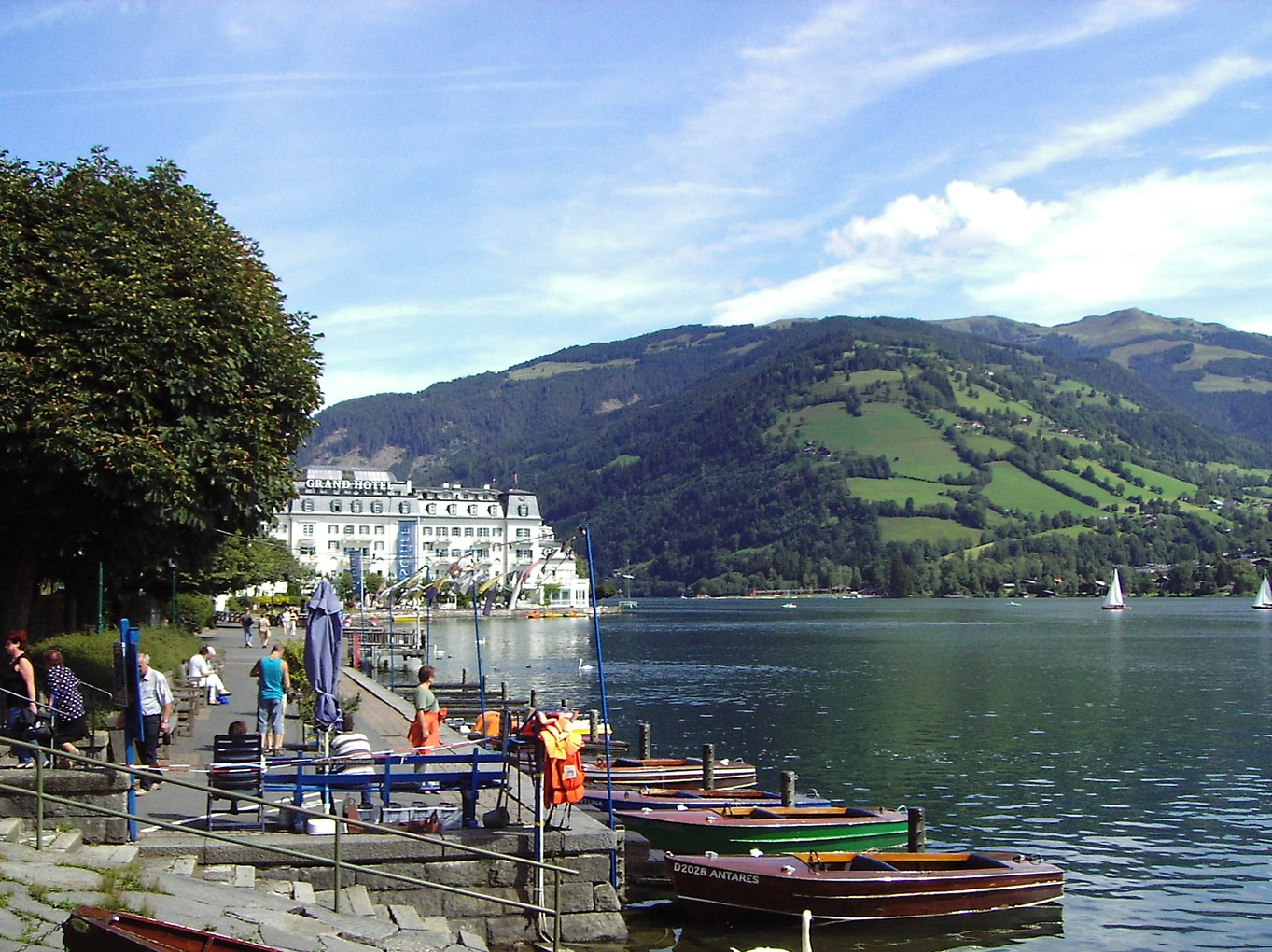
Город Целль-ам-Зее.

Общая площадь федеральной земли Зальцбург составляет 7154 км², свыше 80 % площади заняты в сельском хозяйстве.

## История
Название Зальцбург исторически связано с солеваренной промышленностью, издавна развитой в этом регионе, по-немецки Salzburg означает «соляной замок».

## Административное деление

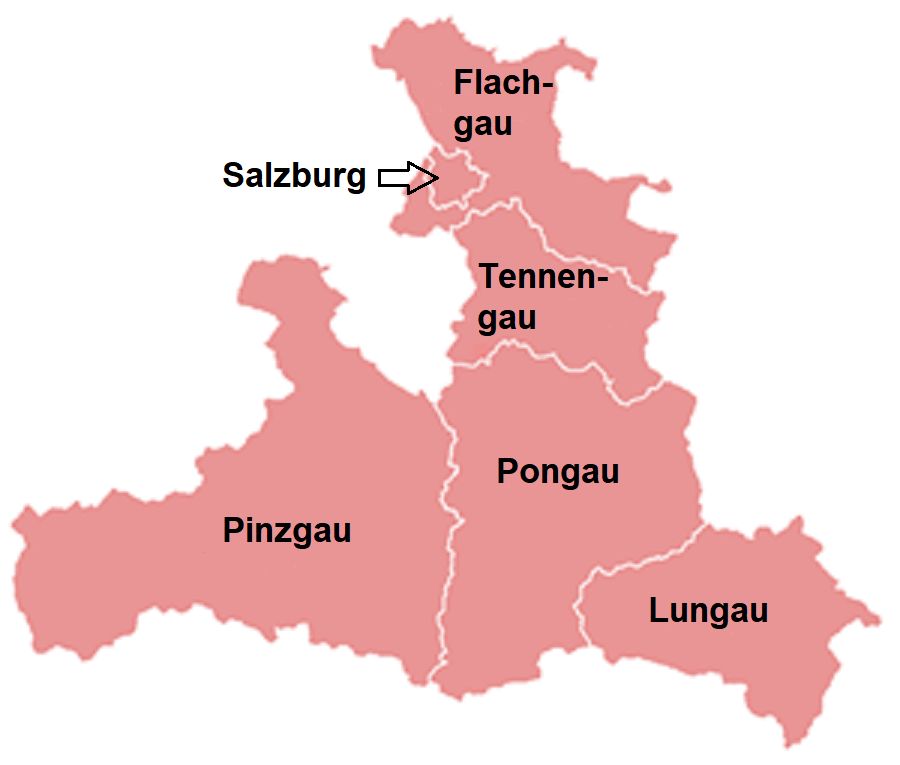
Административная карта

119 общин федеральной земли Зальцбург объединены в одном штатутарштадте (Зальцбург) и 5 политических округах:
| Название               | Автомобильный код | Площадь, км² | Население, чел. (2013) | Административный центр |
| ---------------------- | ----------------- | ------------ | ---------------------- | ---------------------- |
| Зальцбург              | S                 | 65,64        | 145 871                | Зальцбург              |
| Зальцбург-Умгебунг     | SL                | 1004,36      | 144 288                | Зальцбург              |
| Халлайн                | HA                | 668,31       | 57 946                 | Халлайн                |
| Целль-ам-Зе            | ZE                | 2640,85      | 84 730                 | Целль-ам-Зе            |
| Санкт-Иоганн-им-Понгау | JO                | 1755,37      | 78 395                 | Санкт-Иоганн-им-Понгау |
| Тамсвег                | TA                | 1004,36      | 20 668                 | Тамсвег                |

## Население
Население составляет около 530 000 человек, люди работоспособного возраста — 330 000 человек или 63 % от общего числа.

## Общая карта
Легенда карты:
|  | Более 100 000 чел.       |
|  | от 10 000 до 20 000 чел. |
|  | от 8 000 до 10 000 чел.  |
|  | от 5 000 до 8 000 чел.   |
|  | от 3 000 до 5 000 чел.   |

## Политика
Земельное правительство состоит из представителей социал-демократов и народников. Правительство с 2013 года возглавляет представитель Австрийской народной партии Вильфрид Хаслауэр, до него с 2004 по 2013 год правительство возглавляла Габи Бургшталлер, первая женщина, занявшая в Зальцбурге этот пост. Последние выборы в земельный парламент состоялись в 2023 году.
АНП −12 мест, ПС −10 мест, СПА- 7 мест, КПА-4 места, Зеленые −3 места.

## Достопримечательности
В федеральной земле расположена часть австрийских Альп. Зальцбург известен своей культурой и ежегодными музыкальными фестивалями. Символами города считаются крепость Хоэнзальцбург (1077—1861 гг.), служившая резиденцией князей-архиепископов (1595—1619 гг.) с органом «Зальцбургский Бык» (XVI в.), которой город обязан своим названием, а также окруженный тремя площадями Зальцбургский собор (VIII в., перестроен в 1611—1628 гг.), дворец Мирабель (1606—1727 гг.), и церкви — Коллегиальная, Троицы, Урсулинок и старейший в Австрии монастырь Св. Петра (696 г.) — в его катакомбах уже в 250 г. молились христиане. Также в нём расположены небольшие площади с «игрушечными» домиками — Альтер-маркт и Вааг-плац, Музей барокко (второе по значительности художественное собрание страны), Музей игрушек, Дом природы, прекрасный зоопарк и дом на улице Гетрейдегассе, в котором родился Моцарт. С 1920 года в городе проходят знаменитые музыкальные фестивали, которые привлекают любителей музыки со всей Европы. На юго-востоке города расположена гора Капуцинерберг с находящимся на ней монастырём ордена Капуцинов.
В 8 км от города расположен дворец Хельбрунн (1615 г.), считающийся одним из лучших образцов садово-паркового искусства мира, а в Тенненгебирге, к югу от Зальцбурга — пещера Айсризенвельт («мир ледяных великанов»). В Нонберге расположен старейший женский монастырь севернее Альп (датируется 715 г.), в Маттзее — Соборная церковь аббатства бенедиктинцев (примерно 770 г.), а в Михаэльбойерне — аббатство ордена бенедиктинцев (817 г.) с базиликой XI века. В Верфене расположен замок Хоэнверфен (1077 г.) и ледяные пещеры, в Зеекирхен — парк развлечений «Фантазия», а в Халлайн — соляные копи Бад Дюррнберг и единственный в Европе Музей кельтов под открытым небом. Из Зальцбурга можно без труда добраться до озерного района Флахгау, где лежат горные озера Обертрумер-Зе, Маттзе, Валлерзе, а также Целлер-Зе, Фушльзе и Вольфгангзе.